# Jezus en de op overspel betrapte vrouw

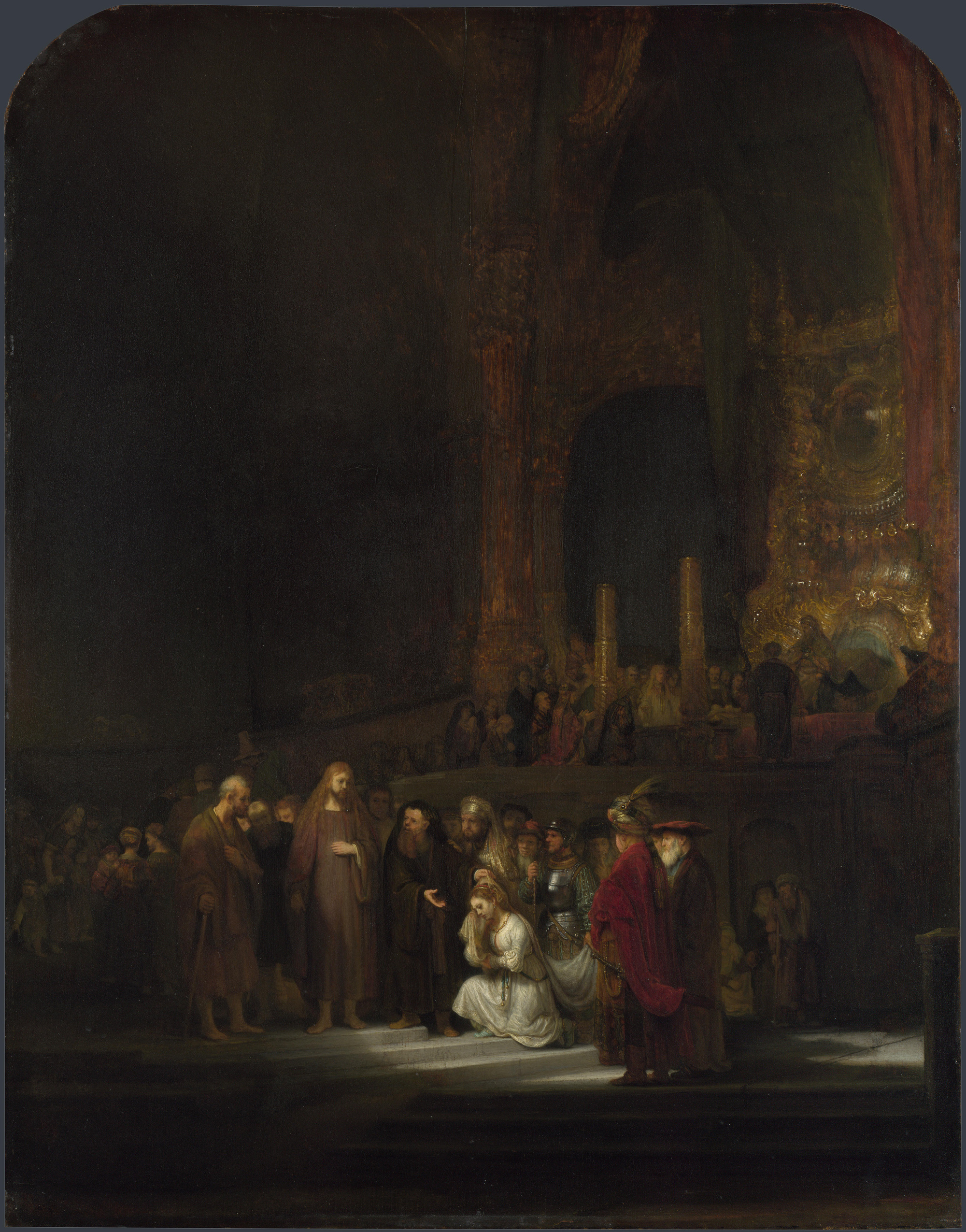
Rembrandt (1644): Christus en de overspelige vrouw. De zojuist door Christus vrijgesproken vrouw is stralend wit

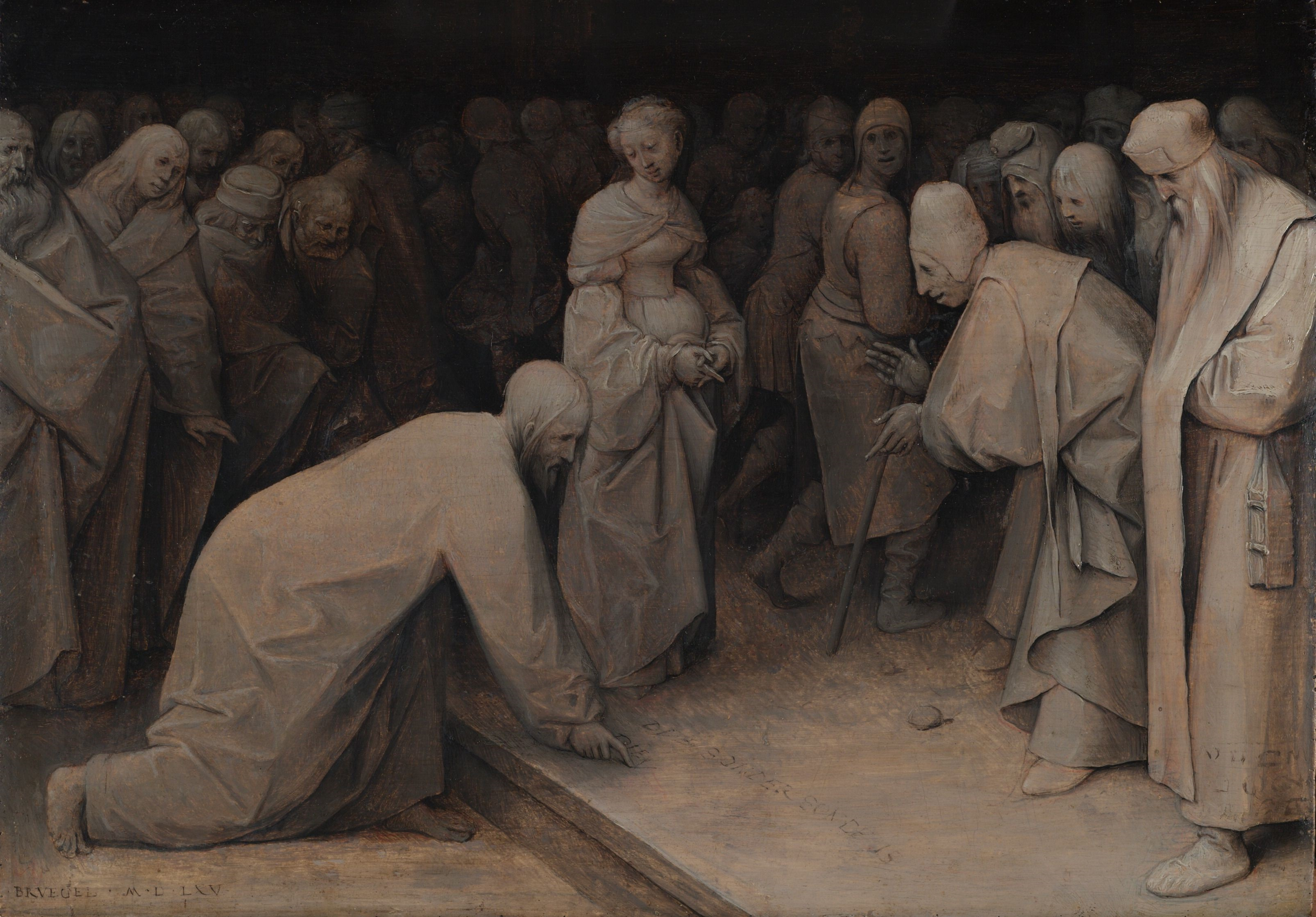
Bruegel (1565): Christus en de overspelige vrouw toont Jezus in het stof schrijvend: DIE SONDER SONDE IS / DIE.

De passage (perikoop) in Johannes 7:53-8:11 over Jezus en de op overspel betrapte vrouw (of Jezus en de overspelige vrouw) beschrijft een confrontatie tussen Jezus en de schriftgeleerden en farizeeën. Het gaat over de vraag of een vrouw, die op heterdaad betrapt is op overspel, gestenigd zou moeten worden, zoals de wet van Mozes voorschrijft (Deuteronomium 22:22).
Het spreekwoord "wie zonder zonde is werpe de eerste steen" is aan dit gedeelte ontleend. De traditionele Latijnse naam van deze passage is pericope adulterae.
Hoewel de sfeer van het verhaal overeenkomt met andere evangelieverhalen en een vroegchristelijk geschrift uit de derde eeuw, de Didascalia Apostolorum, ernaar verwijst, zijn de meeste moderne exegeten en tekstcritici het erover eens dat het verhaal rond de 4e eeuw is toegevoegd aan de tekst van het evangelie volgens Johannes.

## De tekstbronnen van de passage

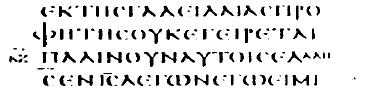
Johannes 7:52–8:12 in de Codex Vaticanus regel 2&3 eind 7:52; regel 4&5 begin 8:12.

Geen enkel van de oudste Griekse Bijbelse handschriften heeft dit verhaal aan het eind van Johannes 7; niet in de derde-eeuwse Papyrus 66 en Papyrus 75 en niet in de vierde-eeuwse Codex Sinaiticus en Codex Vaticanus. Deze vier manuscripten geven wel allemaal met puntjes de plek aan waar je het verhaal zou verwachten. De tweetalige Codex Bezae (late vierde of vroege vijfde eeuw), is zowel het oudste Griekse als het oudste Latijnse handschrift dat dit gedeelte heeft. Zeventien van de 23 handschriften met de Vetus Latina die Johannes 7 en 8 bevatten, hebben dit verhaal geheel of gedeeltelijk.
Papias (circa 125) verwijst naar een verhaal van Jezus en een vrouw 'die van vele zonden beschuldigd werd' in het Evangelie van de Hebreeën. Daarmee zou dit verhaal bedoeld kunnen zijn, maar dat is allerminst zeker. De derde-eeuwse Syrische Didascalia Apostolorum recapituleert het verhaal, maar zonder het Evangelie volgens Johannes te noemen.
De Apostolische constituties waarvan de eerste zes boeken een weergave van de Didascalia zijn, zegt in Boek II.24:
Toen de oudsten een vrouw die gezondigd had, voor Hem plaatsten, en Hem vroegen om vonnis te wijzen, en zelf weg waren gegaan, heeft onze Heer, de kenner der harten, gevraagd of de oudsten haar hadden veroordeeld, waarop ontkennend werd geantwoord. Daarop zei de Heer "Ga heen, Ik veroordeel u ook niet".
Boek II wordt over het algemeen gedateerd in de derde eeuw.
De Codex Fuldensis, een Latijns handschrift dat in 546 n.Chr. is vervaardigd, heeft het betreffende gedeelte. De tweede brief van paus Callistus, sectie 6 bevat een citaat dat ontleend kan zijn aan Johannes 8:11 - "Laat hem er op toe zien dat hij niet meer zondige, laat de regel uit het Evangelie in hem blijven 'Ga heen, zondig niet meer'." Omdat de brief echter uit achtste-eeuwse geschriften citeert, gaat men ervan uit dat hij niet echt is.
Tot voor kort was men van mening dat de Griekse kerkvaders pas na de 12e eeuw aandacht hadden besteed aan de passage, maar in 1941 is in Egypte een grote verzameling geschriften gevonden van Didymus de Blinde (ca. 313- 398). Daarbij werd ook een verwijzing naar deze passage aangetroffen, waarbij wordt gezegd dat die in veel van de afschriften aanwezig was. Men gaat er nu van uit dat deze passage vanaf de vierde eeuw in veel Griekse handschriften uit Alexandrië en elders aanwezig was op de plek waar ze nu te vinden is. Dit wordt ondersteund doordat de Codex Vaticanus, die uit de vierde eeuw uit Egypte stamt, aan het einde van Johannes 7 met een teken aangeeft dat er een alternatieve lezing bekend is.
Hiëronymus zegt dat de pericope adulterae op zijn canonieke plaats gevonden werd in vele Griekse en Latijnse handschriften in Rome en het Latijnse Westen aan het eind van de vierde eeuw. Dit wordt bevestigd door de Latijnse Vaders van de vierde en de vijfde eeuw, waaronder Ambrosius, en Augustinus. Deze laatste koesterde de verdenking dat de passage ten onrechte uit sommige handschriften verwijderd was, om te voorkomen dat gedacht zou worden dat Christus overspel zou hebben goedgekeurd.

## Tekstkritiek van Johannes 7:53-8:11

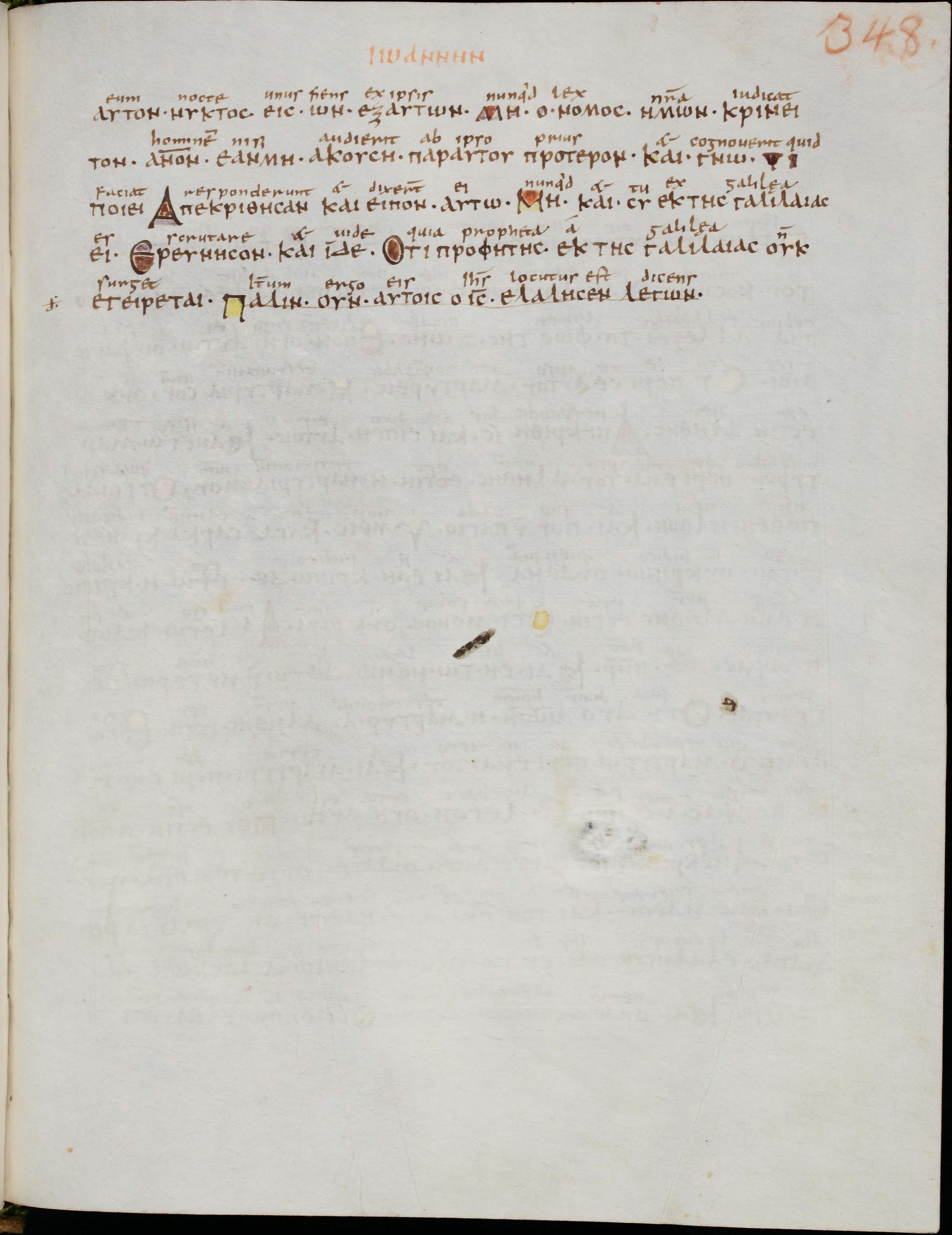
Codex Sangallensis 48 met een leeg gelaten plek voor de passage Johannes 7:53-8:11

In de 16e eeuw begonnen West-Europese geleerden de speurtocht naar de oorspronkelijke Griekse tekst van het Nieuwe Testament, waar men tot dan toe de Latijnse vertaling, de Vulgaat, had bestudeerd. Men ontdekte toen al gauw, dat in de oudere manuscripten van het Evangelie volgens Johannes de bewuste passage ontbrak, dat sommige handschriften tekstkritische tekens hadden bij de passage. Ook merkte men op dat de Griekse kerk met Pinksteren Johannes 7:37-8:12 las, maar daarbij dit gedeelte oversloeg. De passage wordt wel gelezen op de feestdagen van heiligen als Theodora (18 september) of Pelagia (8 oktober). Vanaf de negentiende eeuw trekken geleerden over het algemeen de conclusie dat het verhaal oud is, maar wel een latere toevoeging. Hierop wijst het feit dat het in de oudste handschriften niet voorkomt, en bovendien in sommige minder oude handschriften op een andere plek.
Moderne vertalingen sluiten de passage wel in, maar plaatsen het gedeelte tussen haakjes of plaatsen een voetnoot.

## Handschriften

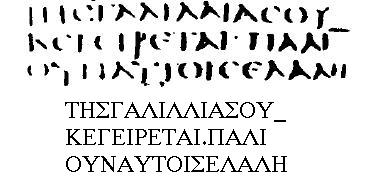
John 7:52–8:12 in Codex Sinaiticus

Novum Testamentum Graece (NA27) zet de passage tussen dubbele vierkante haken als teken dat het gedeelte later is ingevoegd in de tekst. Omdat het een oude toevoeging is die grote bekendheid geniet, is het niet verbannen naar het tekstkritisch apparaat onderaan de pagina.
- De passage ontbreekt: Papyrus 66 (ca. 200) en Papyrus 75 (begin derde eeuw); Codex Sinaiticus en Codex Vaticanus (4e eeuw), kennelijk ook Codex Alexandrinus en Codex Ephraemi Rescriptus (5e eeuw), Codices Washingtonianus en Borgianus (eveneens uit de 5e eeuw), Regius van de 8th, Athous Lavrensis (ca. 800), Petropolitanus Purpureus, Macedoniensis, Sangallensis en Koridethi van de 9e eeuw en Monacensis (10e eeuw); Unciaal 0141 en 0211; Minuskel 3, 12, 15, 21, 22, 32, 33, 36, 39, 44, 49, 63, 72, 87, 96, 97, 106, 108, 124, 131, 134, 139, 151, 157, 169, 209, 213, 228, 297, 388, 391, 401, 416, 445, 488, 496, 499, 501, 523, 537, 542, 554, 565, 578, 584, 703, 719, 723, 730, 731, 736, 741, 742, 768, 770, 772, 773, 776, 777, 780, 799, 800, 827, 828, 843, 896, 1100, 1178, 1230, 1241, 1242, 1253, 1333, 2193 en 2768; de meerderheid van de lectionaria; sommige Oud Latijnse, de meerderheid van de Syrische, de Sahidische (dialect van het Koptisch), de Gotische, sommige Armeense, en de Georgische vertaling; Diatessaron (2e eeuw); kennelijk Clemens van Alexandrië (stierf 215), andere Kerkvaders namelijk Tertullianus (stierf 220), Origenes (stierf 254), Cyprianus (stierf 258), Nonnus (stierf 431), Cyrillus van Alexandrië (stierf 444) en Cosmas (stierf 550).
- Een kortere passage geeft. Minuskel 759 heeft wel Johannes 7:53-8:2 maar laat 8:3-11 weg.
- Een kortere passage geeft (8:3-11) De lectionaria:ℓ 4, ℓ 67, ℓ 69, ℓ 70, ℓ 71, ℓ 75, ℓ 81, ℓ 89, ℓ 90, ℓ 98, ℓ 101, ℓ 107, ℓ 125, ℓ 126, ℓ 139, ℓ 146, ℓ 185, ℓ 211, ℓ 217, ℓ 229, ℓ 267, ℓ 280, ℓ 282, ℓ 287, ℓ 376, ℓ 381, ℓ 386, ℓ 390, ℓ 396, ℓ 398, ℓ 402, ℓ 405, ℓ 409, ℓ 417, ℓ 422, ℓ 430, ℓ 431, ℓ 435 (8:2-11), ℓ 462, ℓ 464, ℓ 465, ℓ 520 (8:2-11).
- Geeft de passage geheel:. Codex Bezae (5e eeuw), Codex Basilensis, 9e-eeuwse Codices Boreelianus}, Seidelianus I, Seidelianus II, Cyprius, Campianus, Nanianus, ook Tischendorfianus IV (10e eeuw), Codex Petropolitanus; Minuskel 28, 318, 700, 892, 1009, 1010, 1071, 1079, 1195, 1216, 1344, 1365, 1546, 1646, 2148, 2174; de Byzantijnse tekst; ℓ 79,ℓ 100 (John 8:1-11), ℓ 118, ℓ 130 (8:1-11), ℓ 221, ℓ 274, ℓ 281, ℓ 411, ℓ 421, ℓ 429 (8:1-11), ℓ 442 (8:1-11), ℓ 445 (8:1-11), ℓ 459; de meerderheid van de Oud Latijnse vertalingen, de Vulgaat; (Codex Fuldensis), sommige Syrische, de Bohairische (dialect van het Koptisch), sommige Armeense, en de Ethiopische vertalingen; Didascalia (3e eeuw), Didymus de Blinde (4e eeuw), Ambrosiaster (4e eeuw), Ambrosius (stierf 397), Johannes Chrysostomus (stierf 407), Hiëronymus (stierf 420), Augustinus (stierf 430).
- Trekken de passage in twijfel. Geven dit aan met asterisks (*) of obeli (÷). Codex Vaticanus 354 (S) en de Minuskels 4, 8, 14, 18, 24, 35, 83, 95 (twijfelachtig scholion), 109, 125, 141, 148, 156, 161, 164, 165, 166, 167, 178, 179, 200, 202, 285, 338, 348, 363, 367, 376, 386, 407, 443, 478, 479, 510, 532, 547, 553, 645, 655, 656, 661, 662, 685, 757, 758, 763, 769, 781, 797, 801, 824, 825, 829, 844, 845, 873, 897, 922, 1073, 1077, 1092, 1099, 1187, 1189, 1443 en 1445 sluiten de hele passage in vanaf 7:53; de menologion of Lectionarium 185 sluit in vanaf 8:1; Codex Basilensis (E) sluiten in vanaf 8:2; Codex Tischendorfianus III (Λ) en Petropolitanus (П) ook de menologia van Lectionaria ℓ 86, ℓ 211, ℓ 1579 en ℓ 1761 sluiten in vanaf 8:3ff. Minuskel 807 is een handschrift met Catena, maar dit ontbreekt in Johannes 7:53-8:11. De Byzantijnse handschriften van de familie Family Kr, hebben deze passage gemerkt met obeli; volgens Maurice Robinson om er aan te herinneren dat deze verzen niet gelezen moeten worden met Pinksteren.
- Kortere passage betwijfeld (8:3-11). Gemarkeerd met asterisks (*) of obeli(÷). 707
- Geeft de passage een andere plek. Familie 1, Minuskels 20, 37, 135, 207, 301, 347, en vrijwel alle Armeense vertalingen plaatsen de passage na Johannes 21:25; Familie 13 plaatst het na Lucas 24:53; een corrector aan Minuskel 1333 voegde 8:3–11 in na Lucas 24:53; en Minuskel 225 geeft de pericoop na Johannes 7:36. Minuskel 129, 259, 470, 564, 831, en 1356 plaatsen Johannes 8:3-11 na Johannes 21:25. 788 en Minuskel 826 plaatsen de passage na Lucas 21:38
- Toegevoegd door een latere hand. Codex Ebnerianus, 284, 431, 461, 470, 578, 2174.

## Interpretatie
Deze perikoop en de boodschap van mededogen en vergeving aan de ene kant en de roep naar een heilig leven aan de andere kant, hebben breed ingang gevonden in het christelijke denken. Zowel "wie zonder zonde is werpe de eerste steen" als "ga, en zondig niet meer" worden regelmatig gebruikt.
De passage wordt ook wel gezien als bevestiging dat Jezus kon schrijven, wat in de overige delen in de evangeliën alleen indirect wordt gesuggereerd. Het woord ἔγραφεν, egraphen kan echter zowel "tekenen" als "schrijven" betekenen.

## Nederlandse Bijbelvertalingen
Veel Nederlandse Bijbelvertalingen geven aan dat de authenticiteit van de tekst niet helemaal zeker is.
| Vertaling                | Verschenen         | Brontekst                | Joh 7:53-8:11                                                              |
| ------------------------ | ------------------ | ------------------------ | -------------------------------------------------------------------------- |
| Statenvertaling          | 1637               | Textus Receptus          | Geeft tekst zonder meer                                                    |
| NBG 1951                 | 1937 (NT)          | Novum Testamentum Graece | Passage tussen vierkante haken                                             |
| Petrus Canisiusvertaling | 1939               | Novum Testamentum Graece | Geeft tekst zonder meer                                                    |
| Willibrordvertaling 78   | 1975, 3e druk 1978 | Novum Testamentum Graece | Geeft tekst                                                                |
| Groot Nieuws Bijbel      | 1983               | Novum Testamentum Graece | Tussen vierkante haken                                                     |
| Het Boek                 | 1988               | Parafrase                | Geeft tekst zonder meer                                                    |
| Willibrordvertaling 95   | 1995               | Novum Testamentum Graece | Geeft tekst met voetnoot                                                   |
| Nieuwe Bijbelvertaling   | 2004               | Novum Testamentum Graece | Geeft tekst met voetnoot: "In andere handschriften ontbreken deze verzen." |
| Herziene Statenvertaling | 2006               | Textus Receptus          | Geeft tekst met voetnoot                                                   |